# موخینسکی
موخینسکی (به لاتین: Mukhinsky) یک منطقهٔ مسکونی در روسیه است که در استان آمور واقع شده‌است.